# 25. ročník udílení Nickelodeon Kids' Choice Awards
25. ročník Nickelodeon Kids' Choice Awards se konal 31. března 2012 v Galen Center v Los Angeles. Ceremoniál moderoval Will Smith. V průběhu večera vystoupila zpěvačka Katy Perry a skupina One Direction.

## Moderátoři a vystupující

### Moderátoři
- Will Smith
- Zach Sang, Jeff Sutphen a Daniella Monet (Před-show)

### Vystupující
- Halle Berryová
- Chris Colfer
- Miranda Cosgroveová
- Robert Downey Jr.
- Zac Efron
- Andrew Garfield
- Jada Pinkett Smith
- Josh Hutcherson
- Jaden Smith
- Keke Palmer
- Nolan Gould
- Ariel Winter
- Heidi Klum
- Ludacris
- Jennette McCurdy
- Cody Simpson
- Sarah Hyland
- Nicki Minaj
- Michelle Obama
- Chris Rock
- Emma Stoneová
- Willow Smith
- Lucas Cruikshank
- Reinaldo Zavarce

Skupiny
- Katy Perry - "Part of Me"
- One Direction - "What Makes You Beautiful"
- Keke Palmer a Max Schneider - "Me and You Against the World" (Před-show)

## Vítězové a nominovaní

### Film

#### Nejoblíbenější film
- Alvin a Chipmunkové 3
- Harry Potter a Relikvie smrti – část 2
- Mupeti
- Šmoulové

#### Nejoblíbenější filmová herečka
- Amy Adams (Mupeti)
- Kristen Stewart (Twilight sága: Rozbřesk – 1. část)
- Sofia Vergara (Šmoulové)
- Emma Watsonová (Harry Potter a Relikvie smrti – část 2)

#### Nejoblíbenější filmový herec
- Jim Carrey (Pan Popper a jeho tučnáci)
- Johnny Depp (Piráti z Karibiku: Na vlnách podivna)
- Daniel Radcliffe (Harry Potter a Relikvie smrti – část 2)
- Adam Sandler (Jack a Jill)

#### Nejoblíbenější animovaný film
- Auta 2
- Kung Fu Panda 2
- Kocour v botách
- Rio

#### Nejoblíbenější hlas z animovaného filmu
- Antonio Banderas jako Kocour v botách (Kocour v botách)
- Jack Black jako Po (Kung Fu Panda 2)
- Johnny Depp jako Rango (Rango)
- Katy Perry jako Šmoulinka (Šmoulové)

### Televize

#### Nejoblíbenější televizní show
- Hodně štěstí, Charlie
- iCarly
- V jako Victoria
- Kouzelníci z Waverly

#### Nejoblíbenější televizní herečka
- Miranda Cosgroveová (iCarly)
- Selena Gomez (Kouzelníci z Waverly)
- Victoria Justice (V jako Victoria)
- Bridgit Mendler (Hodně štěstí, Charlie)

#### Nejoblíbenější televizní herec
- Tim Allen (Poslední chlap)
- Ty Burrell (Taková moderní rodinka)
- Alex Heartman (Power Rangers Samurai)
- Jake Short jako (Farma R.A.K.)

#### Nejoblíbenější reality-show
- American Idol
- Fórky a vtípky
- Ameriika má talent
- Drtivá porážka

#### Nejoblíbenější animovaný seriál
- Kung Fu Panda: Legenda o mazáctví
- Phineas a Ferb
- Scooby Doo: Záhady s.r.o.
- Spongebob v kalhotách

#### Nejoblíbenější televizní pomocník
- Nathan Kress (iCarly)
- Jennette McCurdy (iCarly)
- Jennifer Stone (Kouzelníci z Waverly)
- Jerry Trainor (iCarly)

### Hudba

#### Nejoblíbenější zpěvák
- Justin Bieber
- Toby Keith
- Bruno Mars
- Usher

#### Nejoblíbenější zpěvačka
- Lady Gaga
- Selena Gomez
- Katy Perry
- Taylor Swift

#### Nejoblíbenější písnička
- "Born This Way" - Lady Gaga
- "Firework" - Katy Perry
- "Party Rock Anthem" - LMFAO
- "Sparks Fly" - Taylor Swift

### Sport

#### Nejoblíbenější sportovec
- Derek Jeter
- Michael Phelps
- Tim Tebow
- Shaun White

#### Nejoblíbenější sportovkyně
- Kelly Clark
- Danica Patrick
- Serena Williams
- Venus Williams

### Další

#### Nejoblíbenější kniha
- Deník malého poseroutky
- Harry Potter série
- Hunger Games série
- Stmívání série

#### Nejoblíbenější videohra
- Just Dance 3
- Lego Star Wars: The Complete Saga
- Mario Kart 7
- Super Mario Galaxy

#### Nejoblíbenější bojovník
- Jessica Alba
- Tom Cruise
- Kelly Kelly
- Taylor Lautner

#### Ocenění "Big Help"
- Taylor Swift